# Joachim Bennek
Joachim Bennek (* 27. April 1937 in Leipzig; † 5. November 2019) war ein deutscher Mediziner und Kinderchirurg.

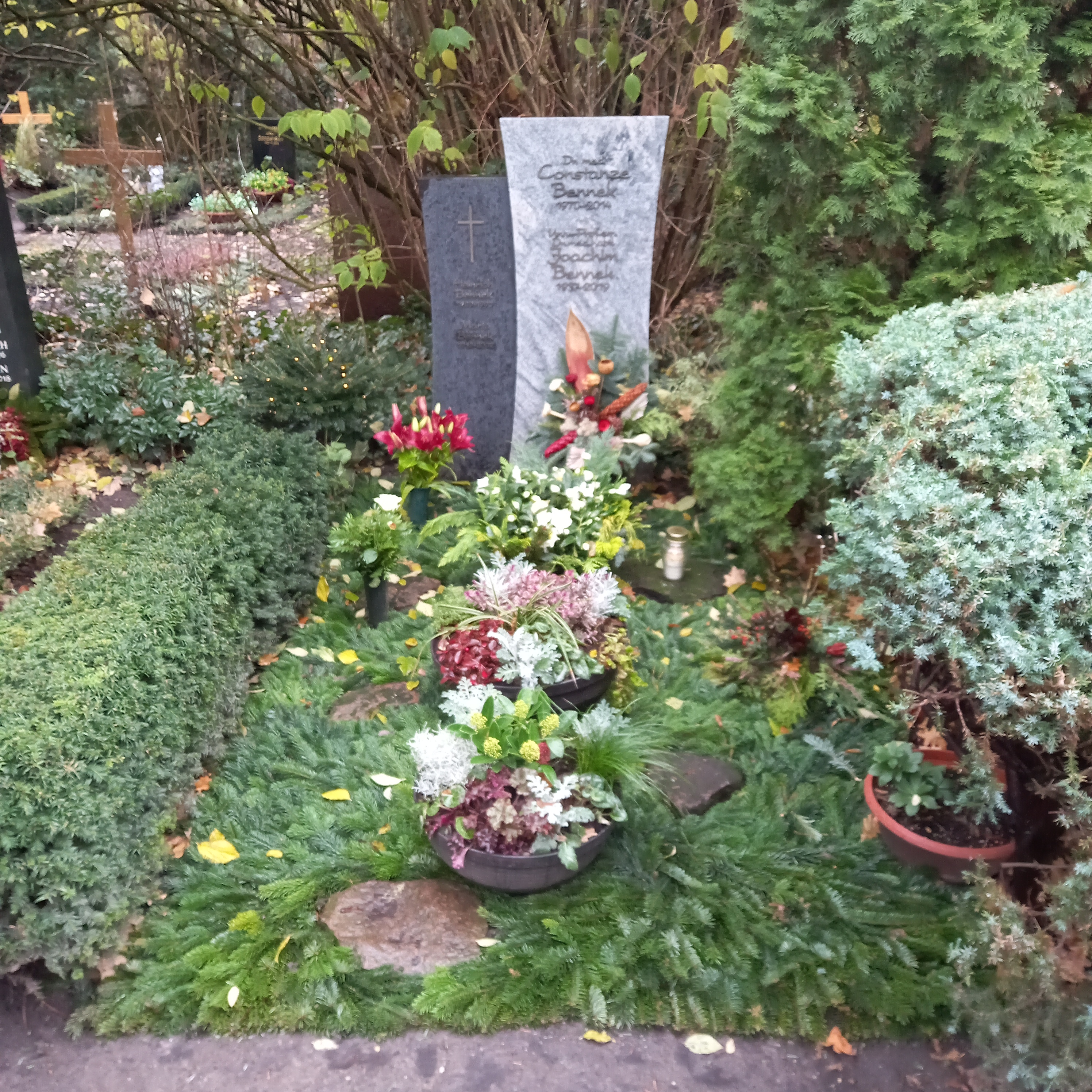
Das Grab von Joachim Bennek auf dem Südfriedhof (Leipzig)

## Leben
Joachim Bennek bezog 1955 die Universität Leipzig, um Humanmedizin zu studieren. Das Studium schloss er nach fünf Jahren ab und wurde anhand seiner Dissertation Zur unterschiedlichen chemischen Struktur der Brust- und Bauchaorta bei Rindern und Pferden im Alternsablauf zum Doktor der Medizin promoviert. In der nächsten Zeit war er von 1961 bis 1963 Assistenzarzt am Zwickauer Krankenhaus. Dann wurde er  in dieser Position an das Leipziger St. Elisabeth-Krankenhaus. An der Klinik für Kinderchirurgie an der Universität bildete er sich zum Facharzt fort, sodass er 1967 Facharzt für Kinderchirurgie wurde. 1970 fand an der Universität seine Promotion B für Kinderchirurgie statt; seine Dissertation hieß Die Ergebnisse des zentralen Venendruckes und der physikalischen Kreislaufanalyse nach Broemser-Ranke während operativer Eingriffe im Kindesalter.
Nachdem Bennek 1972 seine Lehrbefähigung ausgestellt worden war, wirkte er im Folgejahr als Oberarzt der kinderchirurgischen Universitätsklinik. 1975 schließlich erhielt er auf diesem Gebiet einen Lehrauftrag bei der Universität. Daneben leitete er ab 1983 die Abteilung für Neugeborenenchirurgie und Notfallmedizin und war stellvertretender Kinderchirurgieklinikdirektor. Zum außerordentlichen Professor beförderte ihn die Universität im Jahre 1989. 1992 begann er seine bis 2007 andauernde Mitarbeit bei der Projektgeschäftsstelle für Chirurgie/Qualitätssicherung bei der Sächsischen Landesärztekammer. Zwei Jahre später wurde er zum ordentlichen Professor ernannt und wohnte dem Universitätskonzil bei, letzteres bis 2002.
Im Zeitraum von 1995 bis 1997 fungierte Bennek ferner als kommissarischer Direktor der kinderchirurgischen Klinik. Anschließend hatte er das Amt eines tatsächlichen Direktors inne. Im Jahr 2004 trat er in den Ruhestand und war seither freier Kinderchirurg am HELIOS-Vogtlandklinikum in Plauen.
Bennek war ab 1986 Mitglied der Deutschen Gesellschaft für Kinderchirurgie, wohnte dem Gesellschaftsvorstand bei und ab 1992 der Deutschen Gesellschaft für Chirurgie. Dem deutschen Hochschulverband gehörte er ab 1998 an und war ab 2000 korrespondierendes Mitglied der Österreichischen Gesellschaft für Kinder- und Jugendchirurgie. Weiter war er Vorstandsmitglied der Arbeitsgemeinschaft Osteologische Systeme, gründete mit anderen das Institut für Kinderimplantologie, gehörte dem wissenschaftlichen Beirat einiger Fachzeitschriften und weiteren Gremien an.

## Wirken
Bennek galt als „einer der profiliertesten deutschen Kinderchirurgen“, man lobte sein „fortdauerndes Engagement, seine Dynamik und sein Standvermögen am Operationstisch“. Er führte das kardiorespiratorische Monitoring in der  Praxis ein, womit er die Kindersterblichkeit senken konnte. Er befasste sich mit Operationsfähigkeit, dem Zeitpunkt des Operationstermins, mit Narkose und Operationsstress und mit der Therapie erkrankter Neugeborener. Außerdem  leistete er Fortschritte bei der Kindertraumatologie, bei der er sich an ein funktionell-dynamisches Behandlungsverfahren hielt. Sowohl fachlich wie auch berufspolitisch war und ist er engagiert. In seiner Berufszeit hielt er etwa 500 Vorträge, wirkte an 162 Publikationen mit und lieferte 34 Beiträge zu Büchern.

## Werke
- Kinderchirurgie für die klinische Praxis (Leipzig 1988)
- Ambulante Chirurgie im Kindesalter. Lehrbuch und Atlas (Köln 2001)
- Handbuch der Kinderintensivmedizin (Stuttgart 2003)